# DS E-Tense
La DS E-Tense est un concept de coupé dévoilé par la marque DS Automobiles le 26 février 2016, et présenté au public durant le Salon de Genève la même année.

## Présentation
L'E-Tense est un concept car qui se veut une « vision technologique et stylistique » des prochaines voitures de la marque. Elle fait suite à l'engagement de DS en Formule E et à un partenariat entre PSA, Hydro-Québec, la province de Québec et Exagon Motors. Certains éléments comme une partie de l'architecture électronique, la climatisation ou la colonne de direction proviennent de la série, et on devrait en retrouver d'autres sur de prochains véhicules du groupe, comme les écrans tactiles sur les futurs Peugeot 3008 et 5008.

## Design

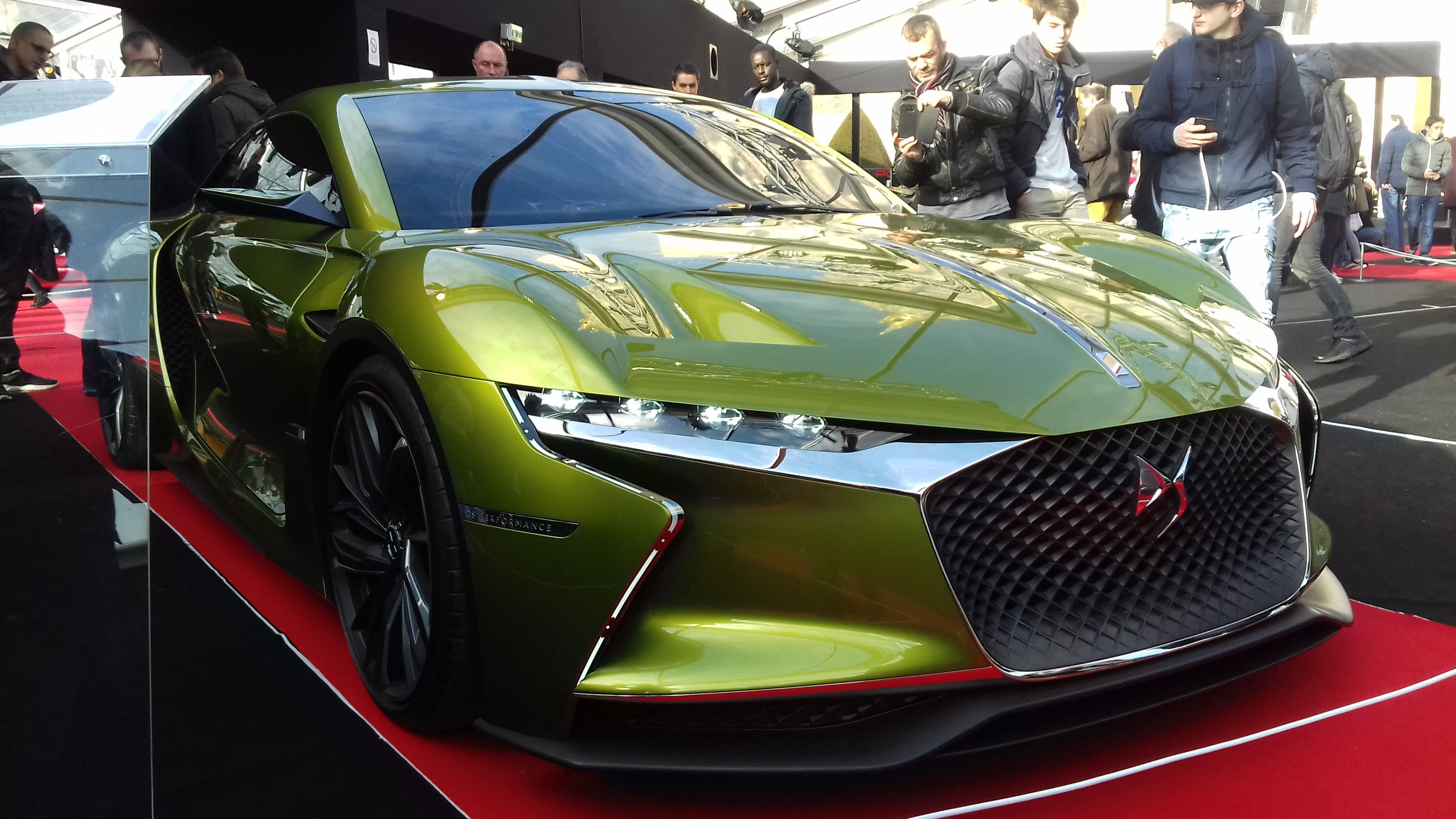
Au Festival automobile international 2017.

Le style de l'E-Tense, extérieur comme intérieur, est élaboré grâce aux techniques de l'impression 3D et du design paramétrique. L'habitacle est ainsi très travaillé, avec une planche de bord en acier, une console centrale en aluminium guilloché, et un cuir patiné en dégradé de vert et noir, qui revisite le motif en bracelet de montre déjà vu sur les productions de série de la marque. Deux écrans de dix et douze pouces assurent les fonctions d'instrumentation et de divertissement, et un troisième permet de remplacer le rétroviseur central et de s'affranchir d'une lunette arrière. L'E-Tense se démarque enfin par différents objets créés spécifiquement en partenariat avec des marques de luxe françaises : une mallette de pilote avec la maison Moynat, une montre manufacturée par BRM Chronographes qu'on peut porter au poignet, ou encore un équipement audio développé avec Focal JMlab (neuf haut-parleurs accouplés à son système Utopia),. Ce dernier a d'ailleurs déjà travaillé avec le groupe PSA pour concevoir le concept car Peugeot Fractal.
À l'extérieur, c'est un coupé sportif de 4,72 m de long, 1,29 m de haut et 2,08 m de large, de couleur « vert amétrine métallisé », et qui reprend et diversifie les codes de la marque. Outre une variante de la calandre chromée « DS Wings » caractéristique, une ligne du même matériau parcourt le centre du capot et du toit, et en clin d’œil à la DS de 1955, les clignotants arrière se trouvent au bout du pavillon. Les LED des feux arrière sont recouvertes d'écailles, et celles de l'avant, pilotées en fonction des conditions d'environnement, tournent à 180°, libérant 20° de faisceau lumineux supplémentaire (système « DS Active LED Vision »),.
L'extérieur de E-Tense est conçue par le designer Bob Romkes, diplômé de Royal College of Art à Londres, et l'intérieur par le designer Pascal Grappey.

## Mécanique
L'E-Tense célèbre un partenariat entre PSA et Exagon Motors, et hérite à ce titre de l'architecture de la Furtive e-GT. Elle est mue par deux moteurs électriques cumulant 402 ch de puissance et 516 N m de couple. DS annonce une autonomie de 360 km en ville et 310 km en cycle mixte, grâce notamment à des batteries de 360 V en continu logées dans le plancher, d'une capacité totale de 53 kWh,. Le véhicule est chaussé de suspensions indépendantes à doubles triangles superposés, de pneus Michelin de 20 pouces développés spécifiquement, et hérite d'un châssis monocoque en carbone. La marque revendique une vitesse de pointe de 250 km/h, et une accélération de 0 à 100 km/h en 4,5 s.
Comme souvent pour les concept cars du Groupe PSA, l'E-Tense est capable de rouler en environnement réel. Elle circule le 20 avril 2016 dans les rues de Paris, aux côtés de la Formule E DS Virgin Racing « DSV-01 » engagée au Championnat 2015-2016.

## Récompenses
- Présentée au salon de Genève, l'E-Tense reçoit le grand prix RTL-Auto Plus en catégorie « Concept cars »[8].
- Le 4 septembre 2016, elle remporte le concours d'élégance du Chantilly Arts & Elegance Richard Mille[9] (à relativiser toutefois puisque DS Automobiles est partenaire de l'événement).

## Galerie

DS E-Tense au Salon de Genève 2016
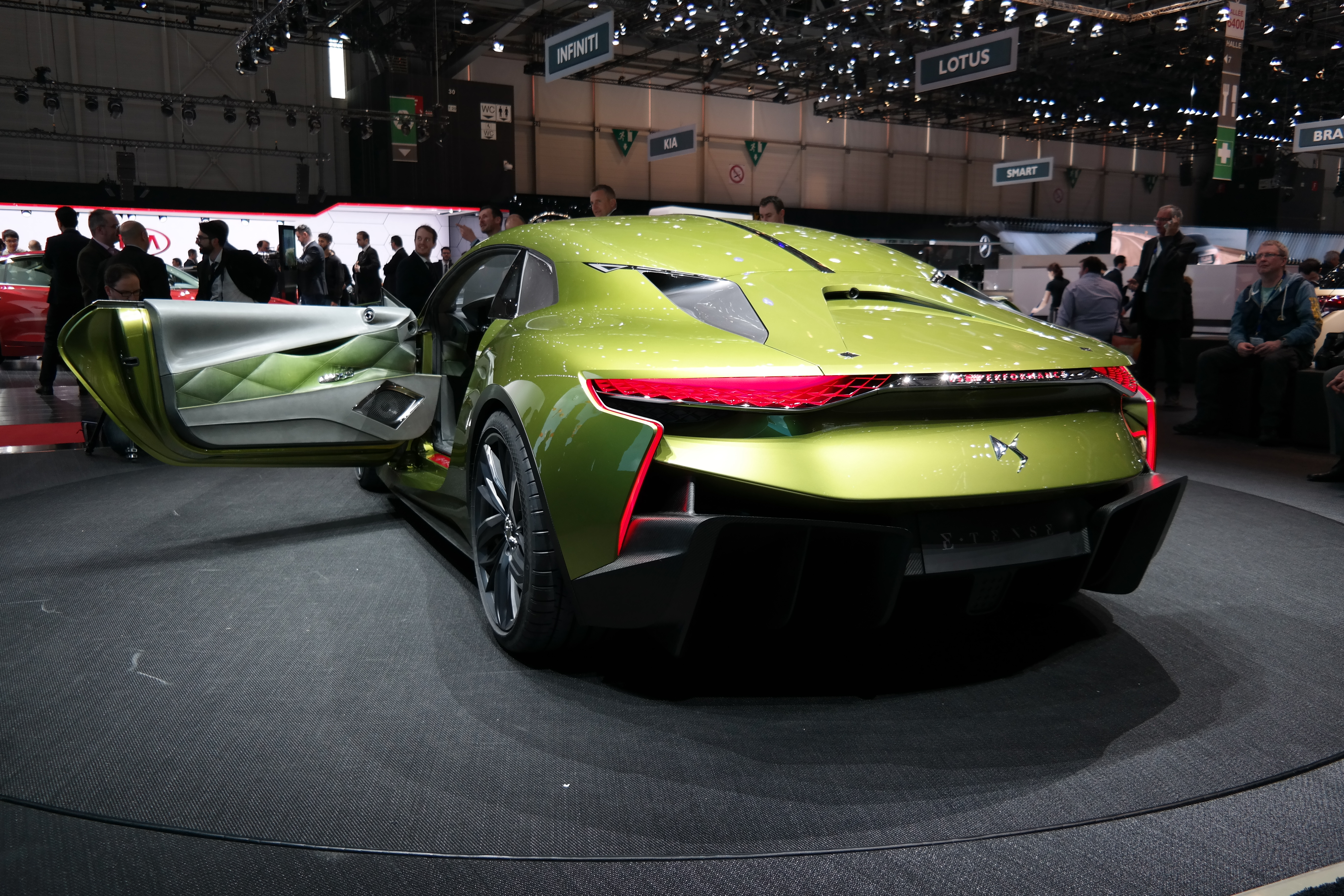
Vue arrière.
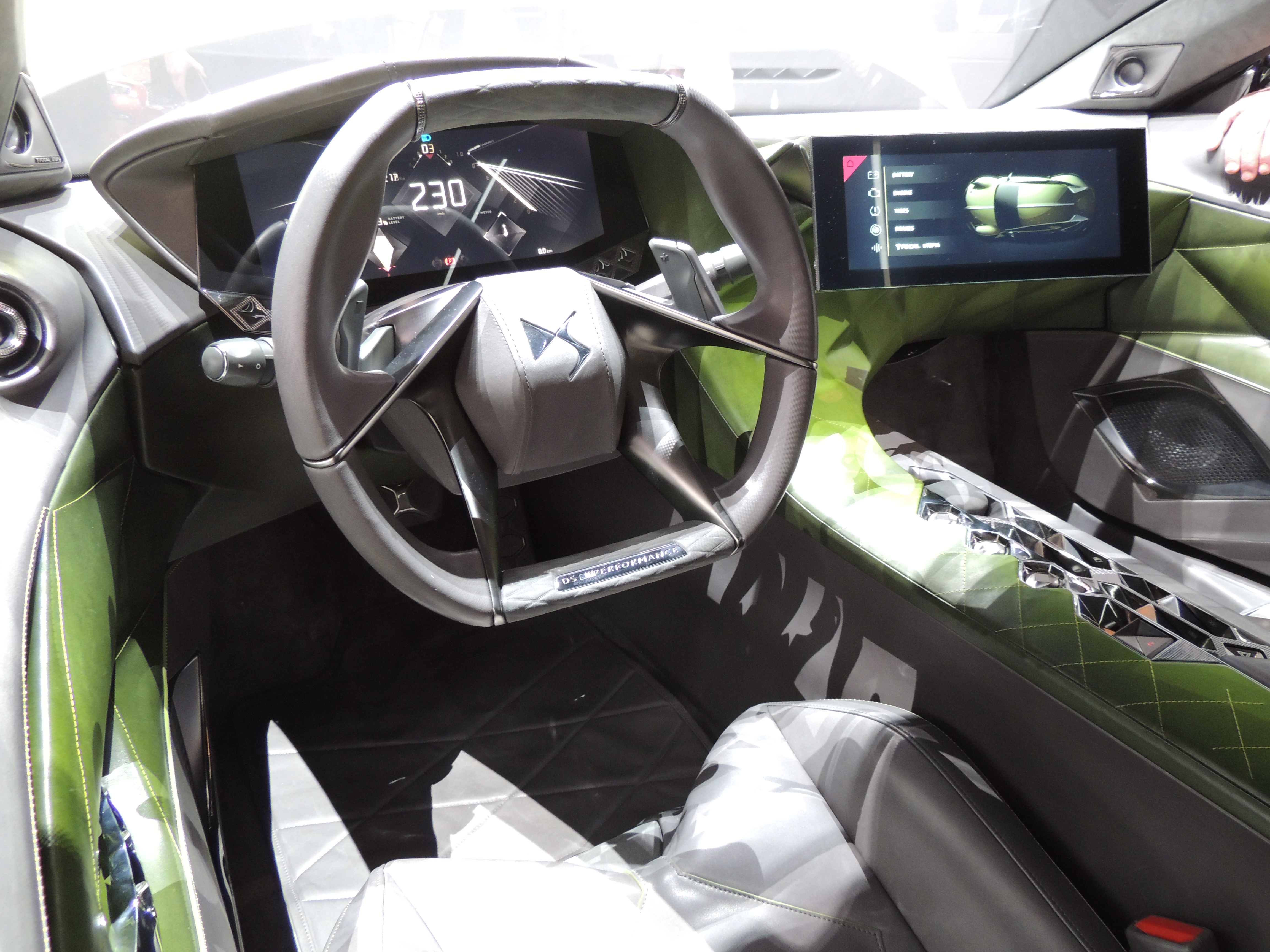
Vue intérieure.